# Jeffrey Epstein
Pour les articles homonymes, voir Epstein et Affaire Epstein.
Ne doit pas être confondu avec Harvey Weinstein.
Jeffrey Epstein [ˈd͡ʒɛfɹi ˈɛpstiːn], né le 20 janvier 1953 à New York et mort le 10 août 2019 dans la même ville, est un homme d'affaires et criminel sexuel américain.
Après une brève carrière d'enseignant de mathématiques et physique dans une école secondaire privée, il fait carrière dans la finance au sein de la banque Bear Stearns puis à son compte, faisant rapidement fortune. Il devient ensuite l'ami et le protégé du magnat du textile Les Wexner, qui lui aurait confié la gestion de sa fortune et dont il reste proche des années 1980 à 2007.
Il travaille ensuite pour Steven Hoffenberg et son agence de recouvrement de créances Towers Financial Corporation, qui, ayant monté un système de Ponzi, mènent à la plus grande fraude financière de l'histoire américaine jusqu'à celle de Bernard Madoff. Steven Hoffenberg et plusieurs employés sont arrêtés et emprisonnés, mais Jeffrey Epstein n'est pas inquiété par la justice.
Au cours de sa carrière, Jeffrey Epstein devient une personnalité mondaine, développant un cercle de relations au sein de l'élite de la société américaine et internationale, dont les présidents américains Bill Clinton et Donald Trump, le Premier ministre israélien Ehud Barak, le prince Andrew d'York de la famille royale britannique et de nombreuses personnes fortunées, célébrités du spectacle et du monde académique.
En 2008 et 2009, accusé d'avoir payé plusieurs filles mineures pour obtenir des rapports sexuels, il plaide coupable et est condamné à une peine de dix-huit mois de prison (il n'en effectuera que treize) pour avoir sollicité une prostituée mineure et se voit également inscrit sur la liste américaine des délinquants sexuels.
À partir des années 2000, des dizaines de jeunes femmes témoignent devant la police du fait qu'elles auraient été abusées sexuellement, violées et prostituées, souvent alors qu'elles étaient mineures, par Jeffrey Epstein et d'autres personnes de son entourage dont Ghislaine Maxwell.
En 2019, incarcéré dans l'attente d'un procès pour trafic de mineurs, et alors qu'il risque la perpétuité, Jeffrey Epstein est retrouvé pendu dans sa cellule. À la suite de multiples dysfonctionnements dans l'organisation de sa détention au moment de sa mort, deux enquêtes sont ouvertes dans le cadre de ce qui est décrit comme un « suicide apparent ».

## Jeunesse et carrière

### Enfance et éducation

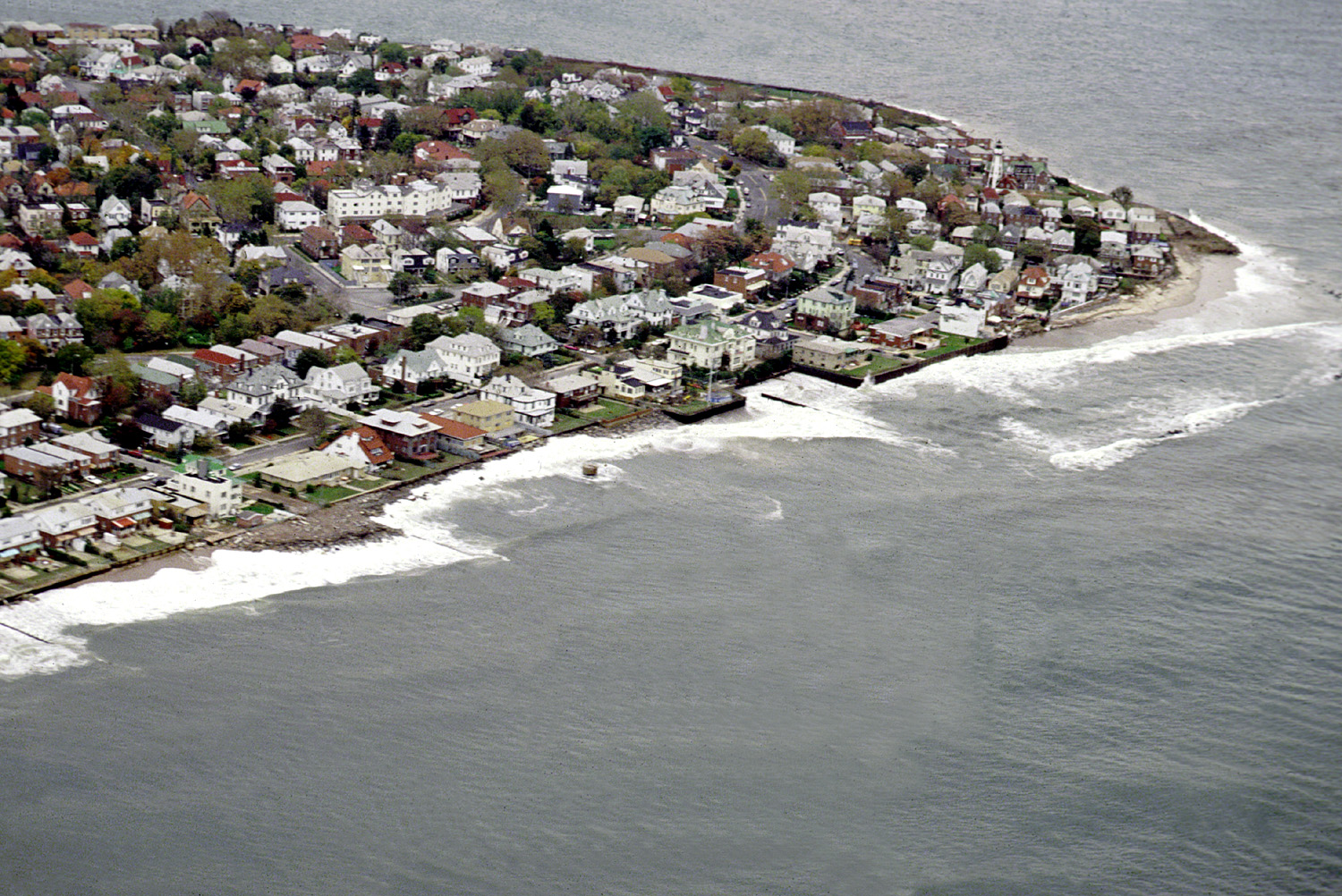
Photo aérienne de Sea Gate, le quartier où Jeffrey Epstein a passé son enfance.

Jeffrey Edward Epstein est né en 1953 dans une famille juive de classe moyenne à Brooklyn (New York). Son père, Seymour George Epstein (1916-1991), travaille comme jardinier au New York City Department of Parks and Recreation, tandis que sa mère, Pauline « Paula » Stolofsky (1918-2004) travaille comme aide scolaire et femme de ménage. La majorité des membres de la famille de Seymour Epstein et de celle de Paula Stolofsky sont tués durant la Shoah. D'après un ami d'enfance d'Epstein, « Paula était une mère et une femme au foyer merveilleuse, malgré le fait qu'elle avait un emploi à temps plein ». Il a un frère cadet, Mark Lawrence Epstein, né en 1954.   
Durant son enfance, il est affectueusement surnommé par ses parents « Bear », tandis que son frère est « Puggie ». Jeffrey Epstein apprend à jouer du piano à l'âge de 5 ans et est considéré comme étant un « musicien talentueux ». Vivant à Sea Gate (en), une communauté sécurisée de Coney Island à Brooklyn, la famille Epstein est décrite par ses voisins comme étant « extrêmement gentille, les personnes les plus douces qu'il y a ».  
Durant son adolescence, Epstein étudie au Lafayette High School de New York. Surnommé « Eppy », il est décrit par ses camarades comme étant un « nerd tranquille ». Une amie d'école dira plus tard de lui : « C'était juste un gars moyen, très intelligent en mathématiques, légèrement en surpoids, avec des taches de rousseur, toujours souriant ». Il étudie ensuite à la Cooper Union (de 1969 à 1971), puis au Courant Institute of Mathematical Sciences à l'université de New York. Il en est sorti sans diplôme.

### Carrière professionnelle
De septembre 1974 à juin 1976, malgré son absence de formation et de qualification en pédagogie et en didactique, Jeffrey Epstein enseigne les mathématiques et la physique dans une école privée d'enseignement secondaire et préparatoire aux études universitaires, la Dalton School de Manhattan. Il a eu parmi ses élèves le fils et la fille d'Alan C. Greenberg, président de la banque d'investissement Bear Stearns. Ses anciens élèves se souviennent qu'Epstein avait une personnalité haute en couleurs, avec beaucoup d'énergie et de dynamisme, et qu'il s'habillait de manière flamboyante et était populaire auprès des élèves. Durant sa carrière d'enseignant, Epstein aurait eu un comportement inapproprié envers des jeunes filles de la classe dont il avait la tutelle, leur accordant une attention constante et se présentant même à une fête où des jeunes buvaient, selon le témoignage d'un ancien élève. D'autres disent qu'il flirtait ouvertement avec des étudiantes. En juin 1976, Epstein est congédié pour « mauvaise performance ».
Après son congédiement, Epstein est engagé par Greenberg et entame ainsi une carrière de trader chez Bear Stearns, au sein de la division consacrée aux « produits spéciaux » et aux conseils de stratégie fiscale pour les clients les plus riches de la compagnie.

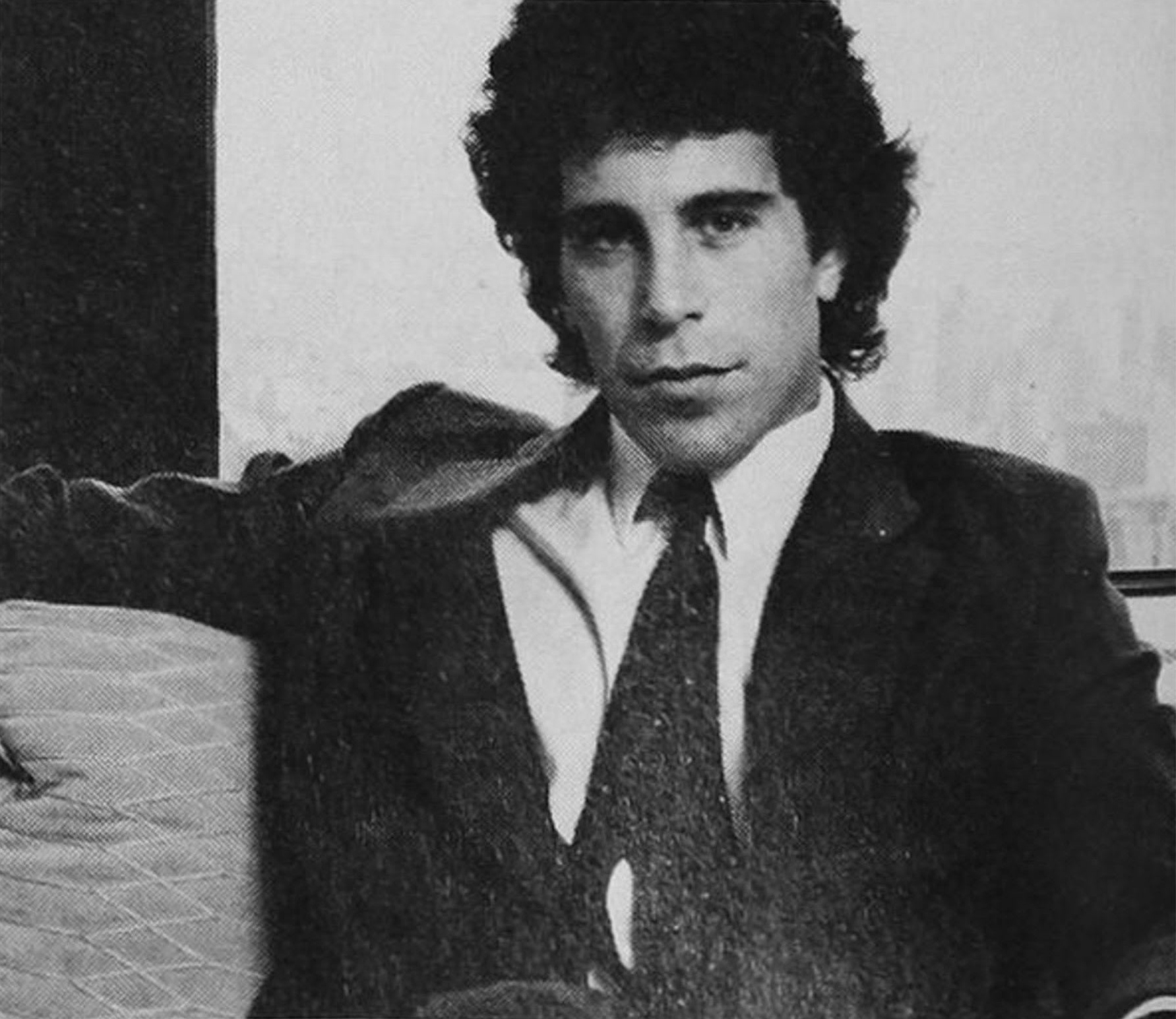
Jeffrey Epstein en 1980.

En 1980, Epstein devient l'un des associés de Bear Stearns. En 1982, il fonde sa propre entreprise de gestion financière (J. Epstein & Co). Il se voit confier la gestion d'actifs de clients pour l'équivalent de plus d'un milliard de dollars en valeur nette. En 1987, Leslie Wexner, fondateur et président de The Limited (chaîne de magasins basée en Ohio commercialisant des vêtements pour femmes), se rapproche de lui. Wexner achète Abercrombie & Fitch l'année suivante, et, en 1992, convertit une école privée en une immense résidence, ensuite acquise par Epstein, dans l'Upper East Side, l'un des quartiers les plus riches de Manhattan. En 1996, Epstein rebaptise son entreprise The Financial Trust Company (Société de fiducie financière) et il la « délocalise » sur l'île de Saint-Thomas (un paradis fiscal), dans les îles Vierges américaines.
En 2003, Epstein fait une offre publique d'achat du New York Magazine, face à d'autres soumissionnaires tels que l'entrepreneur du marketing et de la publicité Donny Deutsch, l'investisseur Nelson Peltz (magnat des médias et éditeur du New York Daily News), Mortimer Zuckerman, et le producteur de cinéma Harvey Weinstein. Ils ont finalement perdu l'affaire, en raison d'une surenchère faite par Bruce Wasserstein, investisseur bien implanté à Wall Street qui a versé 55 millions de dollars. En 2004, Epstein et Zuckerman s'engagent à investir jusqu'à 25 millions de dollars pour financer (à parts égales) le magazine Radar, fondé par une célébrité de la pop culture américaine Maer Roshan (qui y a conservé quelques parts).
La plupart des clients de son entreprise sont anonymes, mais des commentateurs ont avancé que le mode de vie luxueux d'Epstein a notamment été financé par Wexner.
En septembre 2002, Epstein a transporté Bill Clinton, Kevin Spacey et Chris Tucker en Afrique dans son jet privé (un Boeing 727) pour promouvoir l'ancien président dans ses efforts de lutte contre le SIDA,.
Il est également un ami de longue date du prince Andrew, duc d'York ; ils ont séjourné l'un chez l'autre et ont passé des vacances ensemble en Thaïlande. En décembre 2010, le prince était invité par Epstein pour quelques jours dans sa résidence de New York peu après qu'Epstein avait été poursuivi pour sollicitation de prostitution d'une mineure. Son hôtel particulier a notamment accueilli Katie Couric, George Stephanopoulos, Charlie Rose et Woody Allen[réf. nécessaire]. Les 4 600 m2 de ses appartements sont situés juste à côté de la Cinquième Avenue et surplombent la Frick Collection. Il a la plus grande résidence privée du quartier de Manhattan (qui était autrefois l'école Birch Wathen School (en)).
Epstein a d'autres propriétés immobilières, dont, notamment, une grande villa à Palm Beach, en Floride, un appartement à Paris (22, avenue Foch), un ranch de 4 000 hectares, incluant un manoir, à Stanley (en) (Nouveau-Mexique), et une maison avec des chambres d'hôtes sur son île privée près de Saint-Thomas, appelée Little Saint James (« Petit Saint James »).
Il entretient des relations avec de nombreuses personnalités riches et célèbres, dont Bill Clinton (il a donné des millions de dollars à sa fondation humanitaire et financé la campagne sénatoriale de son épouse Hillary), le prince Andrew ou l'ex-Premier ministre israélien Ehud Barak. Les dossiers de vol de Bill Clinton publiés en 2015 suggèrent que celui-ci a effectué au moins une douzaine de vols distincts à bord de l'avion de Jeffrey Epstein.
En 2002, Donald Trump déclare à un journaliste : « Je connais Jeff depuis quinze ans. C'est un mec génial. On s'amuse beaucoup avec lui. On dit qu'il aime les belles femmes autant que moi, et beaucoup entrent plutôt dans la catégorie « jeunes ». Il n'y a pas de doute, il aime sa vie sociale ». Lorsqu'éclate l'affaire Epstein en 2019, Donald Trump, devenu président des États-Unis, prend ses distances avec celui-ci, indiquant qu'il « le connaissait comme tout le monde à Palm Beach le connaissait » et qu'il ne l'apprécie pas. Jeffrey Epstein considère d'ailleurs que Trump — qui aurait refusé plusieurs invitations sur son île privée hédoniste — est à l'origine de ses ennuis avec la police du comté de Palm Beach. Les médias soulignent qu'il a en revanche été un très proche de Bill Clinton, qui est accusé par Trump d'être impliqué dans la mort de l'homme d'affaires afin d'éviter des révélations compromettantes à son endroit,.
Son penchant pour les jeunes filles est connu dès le début des années 2000. La presse à sensation surnomme alors son jet-privé le « Lolita Express ».
En 2017, son nom apparaît dans les révélations des Paradise Papers.
En 2024, un journaliste américain affirme détenir une centaine d'heures d'enregistrements du financier, pendant lesquels celui-ci reviendrait notamment sur sa relation avec l'homme d'affaires et homme d'État Donald Trump.

### Mort en prison
Le 23 juillet 2019, quelques jours après avoir été incarcéré au Centre correctionnel métropolitain de New York, Jeffrey Epstein aurait fait une première tentative de suicide. Il a été retrouvé blessé et semi-conscient dans sa cellule, avec des marques autour du cou, à environ 1h30 du matin. Les autorités ont suspecté une tentative de suicide, mais n'ont pas exclu d'autres hypothèses, comme une agression ou une mise en scène.  Epstein a déclaré qu'il pensait avoir été attaqué. Après cet incident, Epstein a été placé sous surveillance renforcée.
Jeffrey Epstein est retrouvé mort le 10 août 2019 dans sa cellule à l'unité spéciale d'isolement, un mois après avoir été incarcéré. D'après l'autopsie révélée le 16 août 2019, il se serait suicidé par pendaison. Des enquêtes officielles ont révélé de graves manquements dans la surveillance carcérale, notamment l’absence de gardiens et le non-respect des protocoles de surveillance la nuit de sa mort. En 2021, le  Centre correctionnel métropolitain de New York est temporairement fermé.

### Fondation pour la recherche scientifique
En 2000, il a créé une fondation qu'il baptise Jeffrey Epstein VI Foundation ; un fonds de recherche destiné à financer des activités dans certains domaines des sciences et de l'éducation. Avant 2003, cette fondation a financé la recherche de Martin Nowak (en) à l'Institute for Advanced Study à Princeton (NJ),. En mai 2003, Epstein a établi un Programme d'étude de la dynamique évolutive à l'échelle de la biologie moléculaire à l'université de Harvard en offrant 30 millions de dollars à l'université. Sous la direction de Martin Nowak, avec comme mission l'utilisation des mathématiques en se concentrant sur des maladies comme le cancer, le virus de l'immunodéficience humaine et d'autres virus.
La fondation Jeffrey Epstein VI a également financé la recherche en génétique menant à des progrès dans des domaines tels que la maladie d'Alzheimer, la sclérose en plaques, le cancer de l'ovaire, le cancer du sein, la colite ulcéreuse et la maladie de Crohn.[réf. à confirmer] Epstein a donné des fonds à la Société américaine du cancer, pour des projets technologiques sur la CCT, un test sanguin visant à détecter des mutations génétiques et la recherche de médicaments inhibiteurs du cancer.
Epstein s'est approché dans le passé de beaucoup de personnalités scientifiques, comme Gerald Edelman, Murray Gell-Mann, Stephen Hawking, Kip Thorne, Lawrence Krauss, Lee Smolin et Gregory Benford,,. En 2006, l'Epstein Fondation a parrainé une conférence sur Saint-Thomas, dans les îles Vierges américaines, avec Hawking, Krauss, et les prix Nobel de physique, Gerard 't Hooft, David Gross et Frank Wilczek, couvrant des sujets tels que la théorie unifiée de la gravité, les neurosciences, l'origine du langage et des menaces globales pesant sur la planète Terre.
Par la suite, sa fondation soutient la recherche sur l'intelligence artificielle, soutenant Marvin Minsky au Massachusetts Institute of Technology/MIT (jusqu'à sa mort) et Ben Goertzel à Hong Kong,.
L'étendue du soutien apporté à d'autres par Epstein dans le cadre de ses actions philanthropiques est inconnue, car sa fondation ne communique pas les informations qui sont habituellement publiées par les organismes de bienfaisance. Ceci a soulevé des préoccupations qui ont conduit le procureur général de New York à tenter d'obtenir plus d'informations. En avril 2020, une compilation exhaustive des donations scientifiques documentées provenant de Epstein a été publiée sous forme de ranking universitaire satirique, le JER (Jeffrey Epstein Ranking of University Funding).

## Dans la culture populaire
- La phrase « Epstein didn't kill himself (en) » (« Epstein ne s'est pas suicidé ») est devenue un mème populaire[38],[39].
- HBO est en création d'une série limitée sur la vie et la mort d'Epstein qui sera réalisée et produite par Adam McKay[40],[41].
- Sony Pictures Television développe également des miniséries basées sur la vie d'Epstein[42].
- Dans la finale de la quatrième saison de la série CBS The Good Fight, l'intrigue tourne autour de la mort d'Epstein[43],[44].
- La série documentaire Netflix, Jeffrey Epstein : Filthy Rich (en), a été créée en mai 2020[45], réalisée par Lisa Bryant.
- Le documentaire de Lifetime, Surviving Jeffrey Epstein (en), a été présenté en première mondiale en août 2020[46].
- Le 1ᵉʳ juillet 2020, une statue d'Epstein est apparue à Albuquerque, au Nouveau-Mexique[47],[48].